# CV-14
CV-14 (Morella - Zorita del Maestrazgo, en valenciano y oficialmente Morella - Sorita), carretera valenciana que comunica la N-232 próxima a Morella con el extremo nor-oriental de la provincia de Castellón y Aragón a la altura de Zorita del Maestrazgo.

## Nomenclatura
La carretera CV-14 pertenece a la red de carreteras de la Generalidad Valenciana. Su nombre está formado por las iniciales CV, que indica que es una carretera autonómica de la Comunidad Valenciana, y el 14 es el número que recibe según el orden de nomenclaturas de las carreteras de la CV.

## Recorrido
| Velocidad | Esquema                             | Esquema | Esquema                                     | Notas |
| --------- | ----------------------------------- | ------- | ------------------------------------------- | ----- |
|           | N-232 Morella - Alcañiz Zaragoza    |         | N-232 puerto de Querol Chert - Vinaroz      |       |
|           | Comienzo de la carretera CV-14 Km 0 |         | Fin de la carretera CV-14 Km 0              |       |
|           | Morella                             |         |                                             |       |
|           |                                     |         | CV-125 Cinctorres Portell de Morella        |       |
|           |                                     |         | CV-120 Forcall Mata de Morella              |       |
|           |                                     |         | CV-119 Villores                             |       |
|           | Ortells                             |         |                                             |       |
|           | Ortells                             |         |                                             |       |
|           |                                     |         | CV-118 Palanques                            |       |
|           | Comienzo de tramo sin acondicionar  |         | Comienzo de tramo acondicionado             |       |
|           | ZORITA DEL MAESTRAZGO               |         | ZORITA DEL MAESTRAZGO                       |       |
|           | centro urbano                       |         |                                             |       |
|           | ZORITA DEL MAESTRAZGO               |         | ZORITA DEL MAESTRAZGO                       |       |
|           |                                     |         |                                             |       |
|           |                                     |         |                                             |       |
|           |                                     |         | Virgen de la Balma                          |       |
|           | Aragón Provincia de Teruel          |         | Comunidad Valenciana Provincia de Castellón |       |
|           | Fin de la carretera CV-14           |         | Comienzo de la carretera CV-14              |       |
|           | A-225 Aguaviva Mas de las Matas     |         |                                             |       |